# Bellagio
Bellagio (lombardul Belàs, comascói dialektusban: Belaas) kisváros az olaszországi Lombardiában, a Comói-tó partján. Népszerű üdülőhely. Régóta híres fekvése miatt, mivel a Lariónak is nevezett, Y alakú tó három ágának találkozásánál fekszik. Bellagio a tó két déli ága által közrezárt félsziget csúcsánál helyezkedik el, észak felé pedig az Alpok vonulatai láthatók a tavon túl.
A települést buszjárat köti össze Comóval és Leccóval. Kompjáratok közlekednek a tó két partján fekvő települések (Cadenabbia és Menaggio a nyugati, Varenna a keleti parton) felé.

## Híres emberek
- Itt halt meg Filippo Tommaso Marinetti olasz író, politikus.

## Érdekesség
1960-ban Luchino Visconti olasz filmrendező itt forgatta a Rocco és fivérei című filmje híres jelenetét a Lungolago Europa es a L'imbarcadero között èvtizedek òta bezàrt ès elhanyagolt Hotel Grande Bretagne-ban.